# Ichthyophis daribokensis
Espèce
Statut de conservation UICN

 DD  : Données insuffisantes
Ichthyophis daribokensis est une espèce de gymnophiones de la famille des Ichthyophiidae.

## Répartition
Cette espèce est endémique du Meghalaya en Inde. Elle se rencontre à 522 m d'altitude dans les Garo Hills.

## Étymologie
Son nom d'espèce, composé de daribok et du suffixe latin -ensis, « qui vit dans, qui habite », lui a été donné en référence au lieu de sa découverte, le village de Daribok.

## Publication originale
- Mathew & Sen, 2009 : Studies on caecilians (Amphibia: Gymnophiona: Ichthyophiidae) of North East India with description of three new species of Ichthyophis from Garo Hills, Meghalaya and additional information on Ichthyophis garoensis Pillai & Ravichandran, 1999. Records of the Zoological Survey of India. Occasional Papers, no 309, p. 1-56.